# 诺德塞尔
诺德塞尔是德国下萨克森州的一个市镇。总面积5.97平方公里，总人口754人，其中男性364人，女性390人（2011年12月31日），人口密度126人/平方公里。